# ソラノン
ソラノン（英: Solanone）は不飽和ケトンの一種で、香料などとして使用される有機化合物である。
天然には葉タバコに含まれ、1967年にアメリカのタバコ商のジョンソンとニコルソンによって初めて発見された。天然物の抽出は高価になるため、ほとんどが合成的に製造される。クロスグリの芽にも含まれる。
ソラノンはたばこの風味を改善する添加物として利用される。タールの含有量を下げる際に損なわれた香りを補う効果がある。